# Felip Díaz i Sandino
Pour les articles homonymes, voir Díaz et Sandino (homonymie).
 (mai 2025).
Le contenu est difficilement compréhensible vu les erreurs de traduction, qui sont peut-être dues à l'utilisation d'un logiciel de traduction automatique.
 (mai 2025).
La mise en forme du texte ne suit pas les recommandations de Wikipédia : il faut le « wikifier ».
Les points d'amélioration suivants sont les cas les plus fréquents. Le détail des points à revoir est peut-être précisé sur la page de discussion.
- Les titres sont pré-formatés par le logiciel. Ils ne sont ni en capitales, ni en gras.
- Le texte ne doit pas être écrit en capitales (les noms de famille non plus), ni en gras, ni en italique, ni en « petit »…
- Le gras n'est utilisé que pour surligner le titre de l'article dans l'introduction, une seule fois.
- L'italique est rarement utilisé : mots en langue étrangère, titres d'œuvres, noms de bateaux, etc.
- Les citations ne sont pas en italique mais en corps de texte normal. Elles sont entourées par des guillemets français : « et ».
- Les listes à puces sont à éviter, des paragraphes rédigés étant largement préférés. Les tableaux sont à réserver à la présentation de données structurées (résultats, etc.).
- Les appels de note de bas de page (petits chiffres en exposant, introduits par l'outil «  Source ») sont à placer entre la fin de phrase et le point final[comme ça].
- Les liens internes (vers d'autres articles de Wikipédia) sont à choisir avec parcimonie. Créez des liens vers des articles approfondissant le sujet. Les termes génériques sans rapport avec le sujet sont à éviter, ainsi que les répétitions de liens vers un même terme.
- Les liens externes sont à placer uniquement dans une section « Liens externes », à la fin de l'article. Ces liens sont à choisir avec parcimonie suivant les règles définies. Si un lien sert de source à l'article, son insertion dans le texte est à faire par les notes de bas de page.
- La présentation des références doit suivre les conventions bibliographiques. Il est recommandé d'utiliser les modèles {{Ouvrage}}, {{Chapitre}}, {{Article}}, {{Lien web}} et/ou {{Bibliographie}}. Le mode d'édition visuel peut mettre en forme automatiquement les références.
- Insérer une infobox (cadre d'informations à droite) n'est pas obligatoire pour parachever la mise en page.

Pour une aide détaillée, merci de consulter Aide:Wikification.
Si vous pensez que ces points ont été résolus, vous pouvez retirer ce bandeau et améliorer la mise en forme d'un autre article.
Felipe Díaz Sandino (Caldetas, Barcelone, 25 septembre 1891 - Colombie, 1960) est un militaire et aviateur espagnol qui a lutté pour le parti Républicain au cours de la guerre civile espagnole. Il a occupé des postes importants dans les Forces Aériennes républicaines. Il fut aussi un pionnier de l'Aviation militaire espagnole.

## Biographie

### Carrière militaire
Felipe Diaz Sandino fut l'un des pionniers de l'aviation militaire espagnole, dont la carrière a commencé dès 1915.
En 1922 il a fait la guerre du Maroc, où il a été chef d'escadrille. En 1924 il a été promu capitaine et en 1925 il a dirigé le groupe aérien qui a protégé le débarquement d'Alhucemas. En 1926, pendant la dictature de Primo de Rivera, il a participé au soulèvement de l'aérodrome de Cuatro Vientos et a été incarcéré à Madrid. En 1930 il s'est affilié à la franc-maçonnerie et a conspiré contre la monarchie d'Alfonso XIII, agissant en lien avec le comité républicain clandestin.
Lors de la proclamation de l'État Catalan en octobre 1934 Díaz Sandino a refusé de bombarder le Palais de la Généralité de la Catalogne, ce qui lui valut d'être incarcéré dans le château de Montjuïc pendant quelque temps. Il a été écarté de son poste militaire pendant les gouvernements radical-cedistes (1934-1935), principalement à l'initiative du ministre de la guerre José María Gil-Robles. En 1935 il a été l'un des membres fondateurs de l'Union Militaire Républicaine Antifasciste (UMRA).

### Guerre civile espagnole
Lorsque la guerre civile espagnole a éclaté il était chef de la 3e Escadre aérienne basée sur Le Prat de Llobregat (Barcelone) et, avec Alberto Bayo Giroud, a mis l'aviation au service de la Généralité de la Catalogne, en attaquant les positions des militaires insurgés contre le gouvernement de la République. Les attaques de l'aviation républicaine ordonnées par Díaz Sandino ont considérablement démoralisé les rebelles de Barcelone, ce qui a contribué à leur défaite.
Il avait été promu lieutenant colonel et fut nommé conseiller à la Défense [8] de la Généralité le 31 juillet 1936, charge qu'il a occupée dans les trois premiers gouvernements de la Généralité pendant la Guerre, jusqu'au 14 décembre. [9] À la tête de cet organisme, Díaz Sandino a essayé de rassembler les forces dans la zone républicaine et de militariser les milices qui agissaient en Catalogne et sur le Front d'Aragon, se trouvant en butte à beaucoup de résistances et oppositions de la part des secteurs anarchistes. [10] S'il a réussi à dissoudre le Comité de Milices Antifascistes de la Catalogne, il n'est pas arrivé à mener à bien la militarisation recherchée. La création de l'«Armée Populaire de Catalogne» a été plus théorique que réelle et les milices continuèrent à maintenir leurs propres structures et identités. Díaz Sandino a abandonné la charge de conseiller de défense en décembre 1936.
En janvier 1937, la presse franquiste évoque l'arrestation de Sandino, qui est prisonnier dans le château de Montjuic depuis quelque temps, accusé d'escroquerie. Le 15 janvier se tient à Barcelone un Conseil de Guerre contre le colonel Sandino et 17 de ses camarades, accusés de complicité dans la disparition de 7 millions de pesetas destinés à acquérir du matériel de guerre.
Plus tard, il sera chef de toute l'aviation républicaine en Catalogne, jusqu'à sa démission du commandement de la 3e Escadre en juin 1937. Le mois suivant il a pris les fonctions d'attaché militaire à l'Ambassade de Paris, poste qu'il a occupé jusqu'en mars 1938. Cette même année il a été nommé chef de l'aviation de la 4e Région Aérienne d'Espagne, celle qui correspondait au territoire catalan, poste qu'il a conservé jusqu'à la fin du conflit.
Il est possible que le bombardement de la Basilique du Pilar fût réalisé sous ses ordres, ainsi que l'a affirmé le pilote qui pilotait l'avion, Emilio Villaceballos García, dans un entretien publié dans le Heraldo de Aragon le 12 octobre 1939.

### Exil et dernières années
À la fin de la guerre il partit en exil en France, et ensuite en République dominicaine, en Colombie et au Chili.

## Œuvres
- De la conspiration à la révolution, 1929 - 1937 (publiée en 1990).